# Anne Hessing Cahn
Anne Hessing Cahn (geboren ca. 1930 in München-Gladbach; gestorben am 8. Dezember 2024 in Seattle) war eine in Deutschland geborene amerikanische Politikautorin und Rüstungsexpertin. Sie promovierte in Politikwissenschaften am MIT und erlangte Bekanntheit durch ihre Kritik an der CIA und anderen US-Behörden sowie deren Leitungen, insbesondere an dem von Richard Pipes geleiteten „Team B“ und an Operationen aus den letzten Tagen des Kalten Krieges.

## Biografie
Cahn wurde um ca. 1930 in Mönchengladbach (damals München-Gladbach, evtl. Gladbach-Rheydt) als Tochter von Ernst und Herta Hessing geboren. Während der Zeit des Nationalsozialismus floh sie mit ihrer Familie aus Deutschland, zunächst nach Frankreich und anschließend nach Kalifornien. Während ihrer Zeit an der University of California, Berkeley traf sie den Physiker John W. Cahn, den sie 1950 heiratete.
Cahn war Gastwissenschaftlerin an der American University. Sie arbeitete für die US-Regierung als Leiterin des Stabes für soziale Auswirkungen an der Agentur für Rüstungskontrolle und Abrüstung (1977–81), als Sonderassistentin für den Stellvertreter des Assistenten des Verteidigungsministers (1980–81), und als Präsidentin sowie Generaldirektorin des Ausschusses für nationale Sicherheit (1982–88). 2001 war sie Vorsitzende des Verwaltungsrates für 20/20 Vision, einer privaten Organisation, die geschaffen wurde, um Bürgerpartizipation um öffentliche politische Entscheidungen auf dem Gebiet Energie, Sicherheit und Umwelt zu fördern („increase citizen participation in public policy decisions on energy, security and the environment“). Weiter war sie Teil des leitenden Gremiums am United States Institute of Peace (USIP), die als unabhängige, unvoreingenommene nationale Institution vom US-Kongress 1984 gegründet und finanziert wurde.
John W. Cahn starb 2016. Sie hatten drei Kinder, Martin Cahn, ein Physiker in Seattle, Andy Cahn, ein Lehrer für Naturwissenschaften in Kenmore, Washington, und Lorie Cahn, eine Umweltwissenschaftlerin in Jackson, Wyoming. Anne Hessing Cahn starb in Seattle, Washington, am 8. Dezember 2024.

## Veröffentlichungen (Auswahl)
- Eggheads and Warheads: Scientists and the ABM (Doktorarbeit, 1971). Massachusetts Institute of Technology.
- mit Kosta Tsipsis, Bernard T. Feld; The Future of the Sea-Based Deterrent. (1973), The MIT Press. ISBN 978-0-262-06049-3.
- Congress, Military Affairs, and (a Bit of) Information. SAGE Publications (1974). ISBN 978-0-8039-0460-6.
- Have Arms, Will Sell: Quantity is up and so is the quality (April 1975). Bulletin of the Atomic Scientists. 31 (4): 10–12. doi:10.1080/00963402.1975.11458223.
- Determinants of the Nuclear Option: The Case of Iran (1975). In Onkar S. Marwah; Ann Schulz (Hrsg.). Nuclear Proliferation and the Near-Nuclear Countries. Ballinger. S. 185–204. ISBN 978-0-88410-605-0.
- Lasers: For War and Peace (1975). Center for the Study of Armament and Disarmament, California State University.
- mit Joseph J. Kruzel, Peter M. Dawkins; Jacques Huntzinger. Controlling Future Arms Trade (1977). McGraw-Hill Book Company. ISBN 978-0-07-009589-2.
- Team B: The Trillion Dollar Experiment (April 1993). Bulletin of the Atomic Scientists. 49 (3): 22–31. doi:10.1080/00963402.1993.11456328.
- Killing Detente: The Right Attacks the CIA (1998). The Pennsylvania State University Press. ISBN 978-0-585-23019-1.